# ميجا مان إكس: كوماند ميشين
ميجا مان إكس: كوماند ميشين (بالإنجليزية: Mega Man X Command Mission)‏ ، وتسمى في النسخة اليابانية روك مان إكس: كوماند ميشين (Rockman X Command Mission) (باليابانية: ロックマンＸコマンドミッション) ، هي لعبة فيديو منصاتية من نوع تقمص الأدوار ، وهي من إنتاج شركة كابكوم اليابانية سنة 2004م ، وتعمل على أنظمة التشغيل كل من بلاي ستيشن 2 وجيم كيوب.